# Peter Runggaldier
Peter Runggaldier (Bresanona, 29 de diciembre de 1968) es un deportista italiano que compitió en esquí alpino.
Ganó una medalla de plata en el Campeonato Mundial de Esquí Alpino de 1991, en la prueba de descenso. En la Copa del Mundo consiguió dos victorias y doce podios en total.
En 1995 recibió el Collar de Oro al Mérito Deportivo del CONI.

## Palmarés internacional
| Campeonato Mundial | Campeonato Mundial             | Campeonato Mundial | Campeonato Mundial |
| Año                | Lugar                          | Medalla            | Prueba             |
| ------------------ | ------------------------------ | ------------------ | ------------------ |
| 1991               | Saalbach-Hinterglemm (Austria) | Medalla de plata   | Descenso           |